# Ons Voetbal Is Van Iedereen
Ons Voetbal Is Van Iedereen (OVIVI) of Ons voetbal is van iedereen – samen zetten we racisme en discriminatie buitenspel is een aanvalsplan tegen racisme en discriminatie in het Nederlandse voetbal uit februari 2020 van de Rijksoverheid, KNVB, Eredivisie CV, Eerste divisie en Vrouwen Eredivisie. Het plan bestaat uit twintig maatregelen die gaan over bewustworden, signaleren, sanctioneren en samenwerken. Aan het plan werd € 14 miljoen besteed. De aanleiding van het plan was het racistisch bejegenen van Ahmad Mendes Moreira bij een wedstrijd tussen FC Den Bosch en Excelsior Rotterdam in de Eerste divisie in november 2019.

## Maatregelen
Een van de twintig maatregelen van het plan was het opzetten van de Commissie Mijnals om de KNVB en Rijksoverheid te helpen in kennis en daad bij het realiseren van de ambities qua racisme en discriminatie in het voetbal. De Commissie Mijnals bestaat uit voorzitter Humberto Tan, Ruud Gullit, Daphne Koster, Jacinta Lieuwes, Ahmed Marcouch, Marjan Olfers, Robert Geerlings en Jeroen Visscher. Een andere maatregel van het plan was het creëren van de app DiscriminatieMelder, waarmee supporters melding kunnen maken van racisme en discriminatie.

### OneLove

Symbool van de OneLove-campagne

OneLove, ook bekend als #OneLove of One love, voetbal verbindt is een driejarige campagne en een van de twintig maatregelen van het plan. Het internationale onderschrift van de campagne is football has the power to unite people; een uitspraak van Nelson Mandela. De kleuren in het logo (rood, zwart, groen, roze, geel en blauw) staan voor ieders trots op eigen afkomst, kleur, genderidentiteit en seksuele geaardheid.

#### Geschiedenis
Op 26 september 2020 werd als start van de campagne online en in dagbladen een open brief gepubliceerd, waarin werd beschreven dat voetbal mensen met elkaar verbindt en een uitnodiging is om het samen te doen, ongeacht ras, huidskleur, seksuele geaardheid, cultuur, geloof, nationaliteit, gender en leeftijd. In juni 2021 werd er wederom een open brief gepubliceerd, in het AD en op sociale media. In deze brief werd beschreven dat men trots was op Nederlandse voetbalelftallen, omdat dankzij hen iedereen één zou zijn en dat zo overal zou moeten zijn. De volgende organisaties en personen ondertekenden minstens één van deze brieven:
- alle 34 op dat moment actieve Nederlandse betaaldvoetbalclubs
- alle Nederlandse amateurverenigingen
- de KNVB, door de KNVB gecoördineerde voetbalelftallen, enkele door de KNVB georganiseerde voetbalcompetities en EMM
- de stichtingen Anne Frank Stichting, JBF, SMN, Suriprofs, Maccabi Nederland en Geef Racisme de Rode Kaart
- de verenigingen NSP, FBO, IOT, CIDI, CVTD, CBV, Supporterscollectief Nederland en COVS
- de belangenorganisaties VVCS, BSBV, VVON, BAV, COH en Commissie Mijnals
- de Coöperatie Eredivisie Zaalvoetbal
- influencers Carlo Boszhard, John Williams, Soufiane Touzani, Johnny de Mol, Najib Amhali, Arie Boomsma, John van den Heuvel, Rico Verhoeven, Jörgen Raymann, Fresia Cousiño Arias, Ajouad El Miloudi, Jan Joost van Gangelen, Coen Swijnenberg & Sander Lantinga, Barbara Barend, Frits Barend en Wytse van der Goot

Vanaf november 2020 gingen de spelers van het mannen- en vrouwenteam van het Nederlands voetbalelftal tijdens de warming-up voorafgaand aan wedstrijden spelen in een shirt die in het teken stond van OneLove. Speelronde 12, gekoppeld aan Paarse Vrijdag, van de Eredivisie 2020/21 stond in het teken van OneLove: de cornervlaggen kregen regenboogkleuren, de trainers, scheidsrechters en grensrechters droegen een regenboogspeldje en de aanvoerders van de clubs droegen een aanvoerdersband met daarop de tekst #OneLove. Die OneLove-aanvoerdersband werd ook gedragen door Georginio Wijnaldum tijdens de achtste finale van het EK 2020 tussen Nederland en Tsjechië op 27 juni 2021 in de hoofdstad van Hongarije, waar in dezelfde maand promotie van homoseksualiteit onder jongeren verboden werd, en later ook bij het Nederland zaalvoetbalteam. Op de Olympische Spelen in juli 2021 droegen de speelsters van het Nederlands voetbalelftal voorafgaand aan hun groepswedstrijd tegen Zambia een speldje in het teken van OneLove.
In en rond het weekend van 16 en 17 oktober 2021, gekoppeld aan Coming-Outdag, stonden speelrondes van de Eredivisie, Eerste divisie en de Vrouwen Eredivisie ook in het teken van OneLove, met allerlei uitingen. Tijdens de wedstrijd tussen Telstar en FC Volendam in de Eerste divisie op 15 oktober 2021 droegen beide clubs een speciaal ontworpen regenboogshirt om aandacht te vragen voor specifiek lgbt-acceptatie. Bij het EK zaalvoetbal in Nederland in januari en februari 2022 droeg de aanvoerder van het Nederlands elftal de OneLove-aanvoerdersband. Vanaf 14 maart 2022 werden uitspraken van een elftal spelers van het Nederlands mannen- en vrouwenvoetbalelftal over verbinding en discriminatie gedeeld via dagbladen en sociale media bij voetballocaties en digitale schermen. In mei 2022 werd Alliance '22 de eerste amateurvereniging die tijdens wedstrijden met het OneLove-logo op het tenue ging spelen. Vanaf 8 mei 2022 werd er een video in het teken van OneLove uitgezonden op de sociale kanalen van Eredivisie Media & Marketing CV.
Speelronde 10 van de Eredivisie 2022/23 stond in het teken van de OneLove-campagne en ging rondom Coming-Outdag voornamelijk over lgbt-acceptatie. Zo was onder andere het plan om de aanvoerders van alle clubs met de OneLove-aanvoerdersband te laten spelen. Orkun Kökçü van Feyenoord en Redouan El Yaakoubi van Excelsior Rotterdam besloten echter die aanvoerdersband niet te dragen. Bij Feyenoord was Gernot Trauner eenmalig aanvoerder en bij Excelsior werd een andere aanvoerdersband gedragen, om een meer allesomvattende boodschap te geven. De beslissingen van Kökçü en El Yaakoubi leidden tot veel reacties, zowel positief als negatief. Oorspronkelijk zou speelronde 14 van dat Eredivisieseizoen ook in het teken staan van de OneLove, maar naar aanleiding van de commotie werd besloten om dat idee te schrappen.
In september 2022 sloten negen andere UEFA-landen zich aan bij de OneLove-campagne. De aanvoerder van het mannelijk voetbalelftal van Nederland, maar ook de aanvoerders van die van België, Denemarken, Duitsland, Frankrijk, Wales en Zwitserland zouden met een OneLove-aanvoerdersband spelen tijdens wedstrijden in de UEFA Nations League 2022/23 en op het WK 2022. Tevens zou de aanvoerder van het Engels voetbalelftal met de aanvoerdersband spelen op het WK 2022 en speelden de aanvoerders van de voetbalteams van Noorwegen en Zweden met de aanvoerdersband in wedstrijden van de Nations League. Vier dagen voor de start van het wereldkampioenschap maakte de Franse aanvoerder Hugo Lloris echter bekend de aanvoerdersband toch niet te willen dragen om de regels en cultuur van het gastland Qatar te respecteren. Nadat duidelijk werd dat de FIFA het eventueel dragen van een OneLove-aanvoerdersband op het WK zou bestraffen met een gele kaart, zagen ook de andere landen af van het dragen van de One Love-aanvoerdersband op het WK. Als alternatief van de FIFA gingen de landen een No Discrimination-aanvoerdersband dragen. Bij wedstrijden op het WK droegen politici Nancy Faeser, Hadja Lahbib en Stuart Andrew en journalist Alex Scott in het stadion wel de OneLove-band. De Nederlandse minister Conny Helder en KNVB-directeur Marianne van Leeuwen droegen een speldje in het teken van OneLove. In december 2022 brachten Yellow Pearl en Noah Jaora in overleg met de KNVB het nummer OneLove uit. Op 17 maart 2023 werd bekend dat de OneLove-campagne toegevoegd werd aan het spel FIFA 23 via tenue's en stadionuitingen.
Rondom de Internationale Dag tegen Racisme op 21 maart staat speelronde 26 van het Eredivisie-seizoen 2022/23 in het teken van de OneLove-campagne, waarbij de KNVB de clubs vroeg om de boodschap te ondersteunen, maar ook benadrukte dat de aanvoerders vrij zijn in de mate waarop zij de uitingen van de campagne opvoeren. Feyenoord gaf vooraf aan de campagne tijdens De Klassieker te steunen, maar Feyenoords aanvoerder Kökçü besloot wederom de OneLove-aanvoerdersband niet te dragen. In plaats daarvan speelde met de tekst 'respect voor iedereen' op de armband, omdat dat beter de lading dekte voor hem en het volgens hem beter bij hem paste. Vervolgens besloot ook Excelsior-aanvoerder El Yaakoubi om de OneLove-band wederom niet te dragen. In plaats daarvan droeg hij een armband met het woord 'respect' erop. Daan Bovenberg, algemeen directeur van Excelsior, gaf vooraf aan dat Excelsior de OneLove-actie wel zou steunen. Voorafgaand aan de wedstrijd van Excelsior tegen SC Cambuur op 19 maart 2023 weigerden El Yaakoubi en Marouan Azarkan als enigen om achter een spandoek met de tekst 'tegen racisme en discriminatie' te staan. Negen dagen na de wedstrijd meldde Excelsior dat El Yaakoubi niet langer aanvoerder van Excelsior zou zijn naar aanleiding van zijn beslissingen rondom de OneLove-actie. El Yaakoubi vertelde vervolgens onder andere dat hij niet het idee dat de OneLove-band allesomvattend was, maar voor de lgbt-groepering en dat hij de dupe was geworden van slechte communicatie bij Excelsior. Tijdens de interlandperiode van maart 2023 droegen Virgil van Dijk, Harry Kane en Victor Lindelöf tijdens interlands de OneLove-band.